# Selkirk (Écosse)
Pour les articles homonymes, voir Selkirk.
Selkirk, en gaélique écossais Salcraig, est une ville d'Écosse, dans les Scottish Borders. Située sur l'Ettrick, un affluent de la Tweed, elle comptait 5 784 habitants au recensement de 2011.
Selkirk est l'ancien chef-lieu du Selkirkshire et l'un des plus anciens burghs royaux d'Écosse. Son nom est composé de kirk (église, cf. church) et de Sel, à rapprocher du nom d'une des tribus brittoniques d'Écosse, établie dans la zone centrale des Borders, les Selgovae. Ses habitants sont appelés Souters (cordonniers).

## Éléments d'histoire
Au début du XIIe siècle Selkirk est le site de la première abbaye de la région des Scottish Borders fondée par l'ordre de Tiron. En 1113 le roi David Ier accorde à Selkirk de grandes donations foncières, mais la communauté des moines déménage à Kelso en 1128.

### Les guerres d'indépendance de l'Écosse
Selkirk fut impliqué dans la première guerre d'indépendance (1296-1328). Elle devient Burgh royal dans les années 1300, ce qui en fait l'un des plus anciens burghs royaux d'Écosse.
C'est dans l'église primitive de Selkirk, the Kirk o' the Forest, que William Wallace fut fait chevalier, à la  fin de l'année 1297. Selon la tradition, c'est là qu'il fut proclamé « Gardien du royaume d'Écosse ». Des hommes de Selkirk ont participé à sa victoire du pont de Stirling le 11 septembre 1297 et sa défaite de Falkirk en juillet 1298. Après la capture et l'exécution de William Wallace en 1305 ils ont accompagné le roi d'Écosse Robert le Bruce à la  bataille de Bannockburn en juin 1314.
Mais c'est la sanglante défaite de Floden Field du 9 septembre 1513 où moururent le roi Jacques IV d'Écosse et un tiers ou plus de l'armée écossaise, qui laisse les plus douloureux souvenirs : sur quatre-vingt volontaires, un seul survivant en revint, rapportant un drapeau anglais ensanglanté, celui du régiment de Macclesfield, un dénommé Fletcher, dont la statue a été érigée devant Victoria Hall. Cet événement est commémoré tous les ans, le deuxième vendredi qui suit le premier lundi de juin : la très longue journée du Selkirk Common Riding (en) (de 4 hdu matin à la nuit tombée), comporte une procession de piétons à travers la ville, une grande cavalcade dans la campagne derrière le porte-drapeau du Burgh royal, la « présentation du drapeau » qui s'achève par une minute de silence que rompt The Flowers of the Forest.

### La première révolution
Le 12 septembre 1645, durant la guerre civile (l'un des conflits qui, entre 1639 et 1651, constituent les Guerres des Trois Royaumes), l'armée royaliste de James Graham se trouvait à Selkirk. La cavalerie, peu nombreuse à la suite de la défection des Highlanders, s'était installée dans le bourg, l'infanterie avait monté le camp plus bas dans la plaine et de l'autre côté de l'Ettrick, à Philiphaugh. Dans la matinée du 13 septembre 1645 une armée de Covenantaires écossais, dirigée par David Leslie, attaqua par surprise les campements royalistes dans la plaine. La cavalerie arriva trop tard. Son armée en déroute, Montrose parvint à rejoindre les Highlands, mais il ne put y reformer une armée et s'exila en Norvège en septembre 1646. La bataille de Philiphaugh est tristement célèbre pour le massacre de quelque cinq cents prisonniers royalistes par les covenantaires : une centaine de soldats qui avaient capitulé contre promesse de vie sauve et environ 300 femmes et enfants.

## Personnalités
Deux personnalités célèbres sont liées à la ville : Bonnie Prince Charlie, le prétendant jacobite aux couronnes anglaise et écossaise et Walter Scott, qui s'est fait nommer shérif du comté de Selkirk en 1799, et occupa le poste de 1800 jusqu'à sa mort en 1832, siégeant dans le palais de justice du Burgh royal.
Des natifs du comté de Selkirk ont atteint la célébrité :
- Mungo Park, le premier occidental à explorer le fleuve Niger. Né à Fowlshiels dans le Selkirkshire le 11 septembre 1771, il monte une première expédition en 1795-1796. Il meurt en 1805 au cours d'une deuxième expédition sur le Niger.
- James Hogg, un poète et romancier (1770-1835) né près d'Ettrick, qui écrivait à la fois en écossais et en anglais.
- Andrew Lang, né à Selkirk (31 mars 1844-20 juillet 1912), poète, romancier, éditeur du Harper's Magazine, intéressé par le folklore, la mythologie et la religion, auteur de nombreux contes de fée.
- William Ritchie Sorley, (4 novembre 1855–28 juillet 1935) professeur de philosophie du courant de l'idéalisme britannique
- John Rutherford joueur de rugby à XV, né le 4 octobre 1955 à Selkirk
- Peter Blake, acteur, né le 8 décembre 1951 à Selkirk

## Galerie

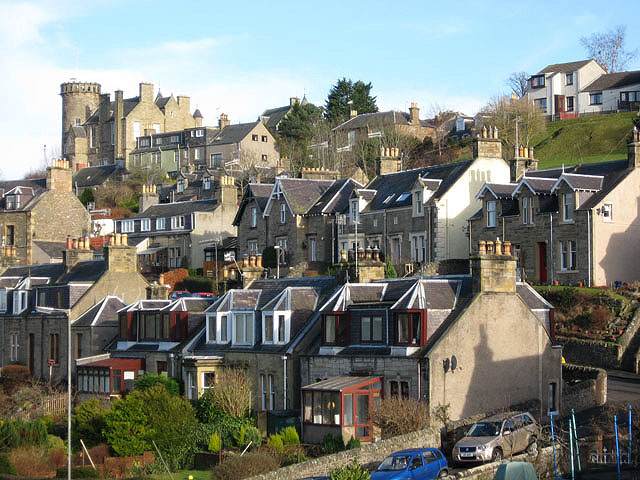
Maisons à Glebe Terrace et Forest Road
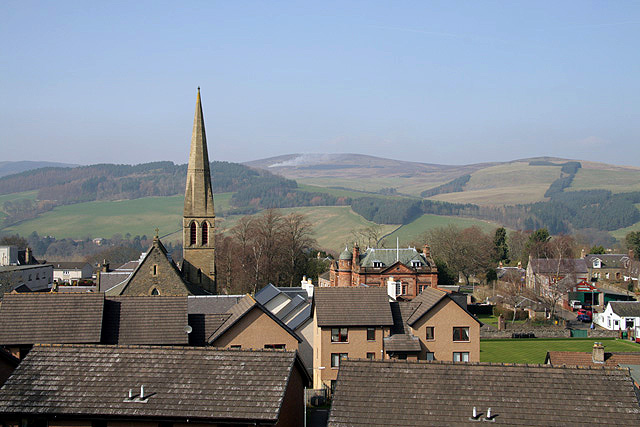
Vue depuis Hillside Terrace
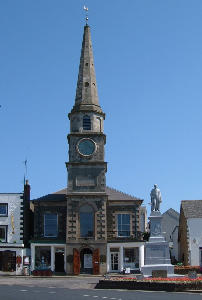
Tribunal et statue de Walter Scott
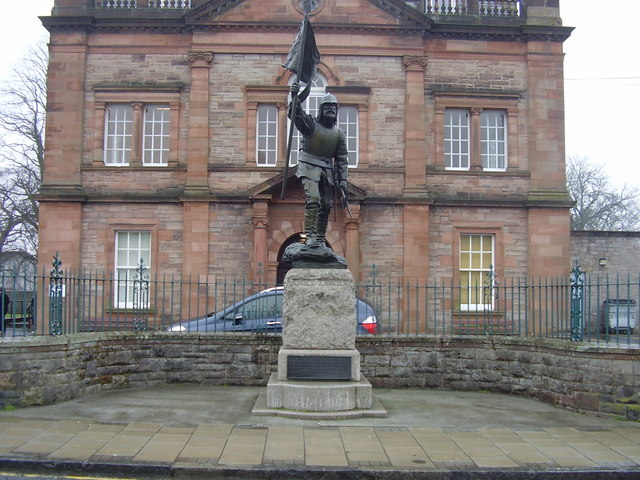
Victoria Hall et statue de Fletcher (1913)
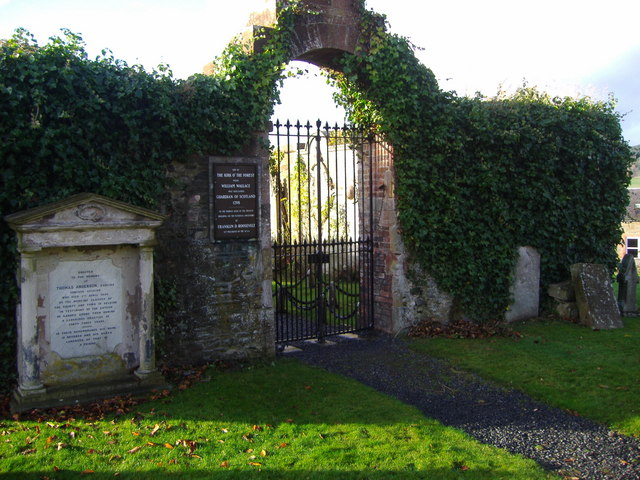
cimetière de « Kirk o' the Forest »